# Mirage (Automarke)
Mirage war eine brasilianische Automarke.

## Markengeschichte
Ein Unternehmen aus Rio de Janeiro, geleitet von Jorge Ferreira da Silva, stellte im Jahre 1982 Automobile her. Der Markenname lautete Mirage. Die Planungen beliefen sich auf die Produktion von vier Fahrzeugen pro Jahr. Insgesamt entstanden nur wenige Fahrzeuge.
Es bestand keine Verbindung zur anderen brasilianischen Automarke Mirage.

## Fahrzeuge
Das einzige Modell ähnelte dem Mercedes-Benz 280 SL der Baureihe 107, war aber keine Nachbildung. Der Prototyp hatte einen Vierzylindermotor vom Chevrolet Opala und Hinterradantrieb. In der Serienausführung wurde ein Motor vorne quer eingebaut, der die Vorderräder antrieb. Das Cabriolet mit 2 + 2 Sitzen war auch mit Hardtop erhältlich. Die Scheinwerfer stammten vom Fiat 147 und die Rückleuchten vom Ford Corcel II.